# Die Geige aus Cervarolo
Die erzählerische Dokumentation Die Geige aus Cervarolo handelt von einem Kriegsverbrechen im besetzten Italien, dem Massaker von Cervarolo, als deutsche Truppen der Wehrmacht im März 1944 zahlreiche Zivilisten in dem im Reggianer Apennin gelegenen Dorf Cervarolo verübten.

## Handlung
Das Projekt „Die Geige aus Cervarolo“ wurde in intensiver Zusammenarbeit mit den heutigen Bewohnern des Ortes, unter ihnen Familienangehörige der Opfer des Massakers, verwirklicht. Die Handlung nimmt ihren Anfang mit der Geschichte einer Violine, welche eine der Familien des Dorfes mit den blutigen Ereignissen verbindet. Sie gehörte dem bekannten Musiker des Dorfes Virgilio Rovali (Geboren in Cervarolo am 22. Dezember 1922, gestorben am 22. September in Reggio nell’Emilia), welcher vor seiner Einberufung zur Armee das Instrument bei seiner Mutter zurücklässt, da er dort seine Geige in Sicherheit wähnt. Trotz des Massakers und des anschließenden Brandes, welcher einen Teil des Dorfes zerstört, wird die Violine unversehrt wiedergefunden. Nach achtundsechzig Jahren versucht nun der Sohn von Virgilio, Italo Rovali, das Geschehen aufzuklären und die Verantwortlichen zu finden.

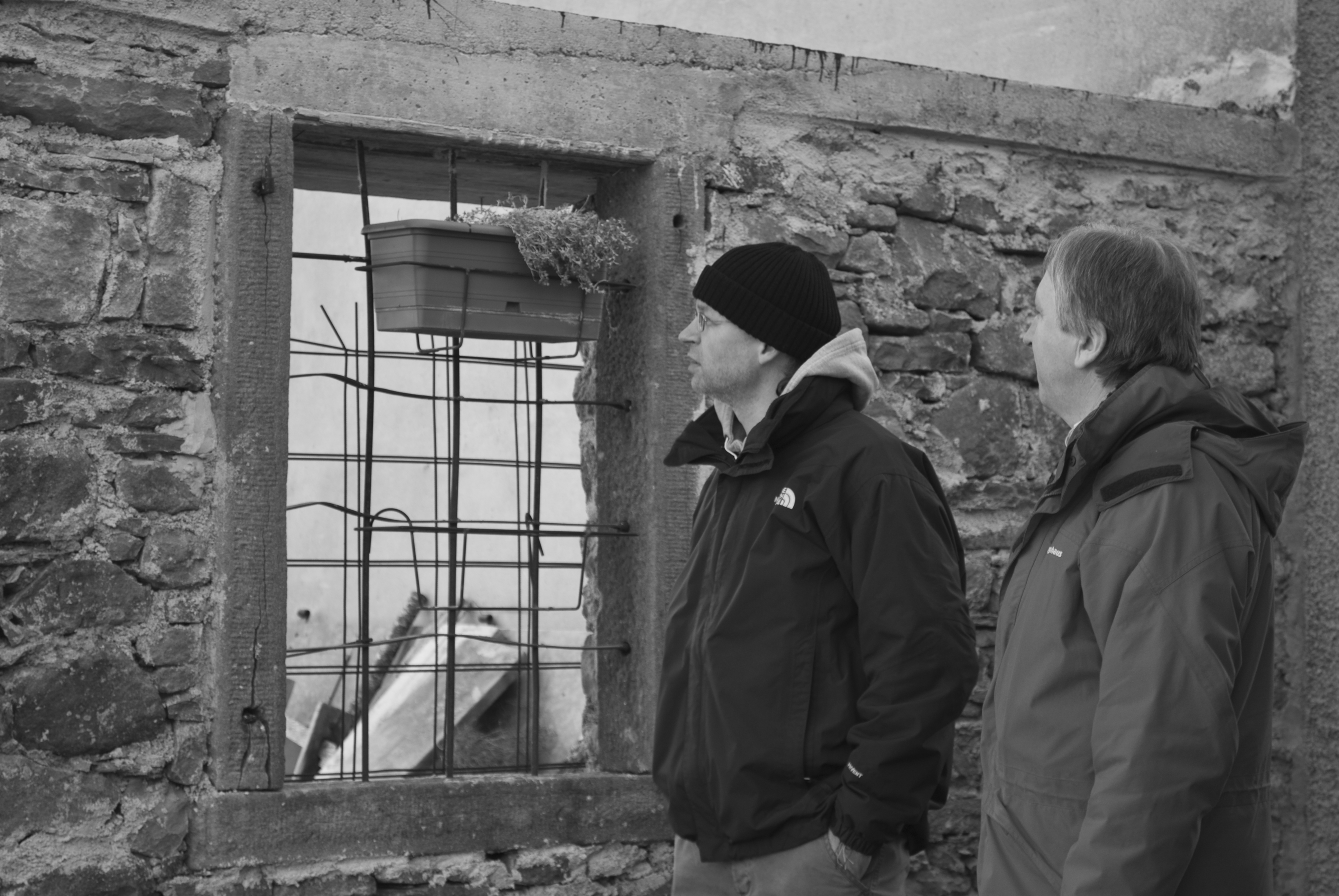
Italo Rovali und Matthias Durchfeld vor einem der abgebrannten Häuser in Cervarolo.

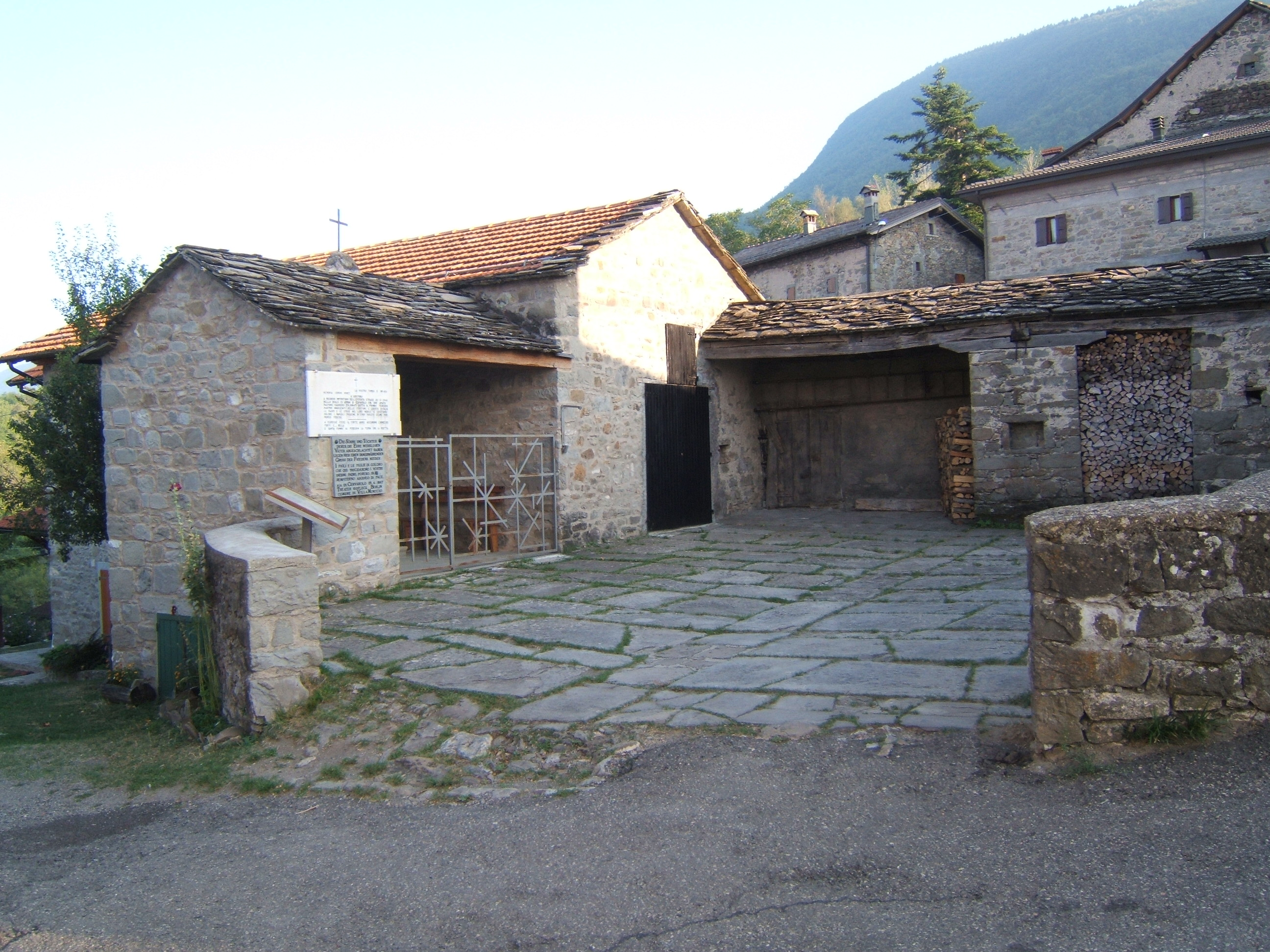
Der Dreschplatz von Cervarolo, Ort des Massakers.

## Das historische Ereignis
Nach dem Massaker von Monchio, Susano und Costrignano, welches am 18. März als Repression gegen die Präsenz von Partisanengruppen im Modeneser Apennin durchgeführt wurde, durchkämmten am 20. März 1944 Einheiten der Fallschirm-Panzer-Division „Hermann Göring“ auch die Gegend um das Dorf Cervarolo. Im Dorf angelangt, führten sie zusammen mit zwei Reggianer Hundertschaften der faschistischen Guardia Nazionale Repubblicana 24 Bewohner der Gemeinde aus ihren Häusern, sammelten sie auf dem zentralen Dreschplatz des Dorfes und erschossen sie dort. Im Anschluss steckten die Soldaten viele Häuser in Brand. Dieses Ereignis bildete den Abschluss einer Operation mit mehr als 150 zivilen Todesopfern aus verschiedenen Dörfern des Reggianer und Modeneser Apennins.

## Urteil
Für Jahrzehnte blieben die Akten über das Massaker von Cervarolo zusammen mit zahlreichen anderen Berichten im sogenannten „Schrank der Schande“, in einem Abstellraum des Palazzo Cesi, Sitz der Militärstaatsanwaltschaft von Rom, versteckt. Dort wurden sie 1994 gefunden und setzten eine Prozesswelle in Gang. Nach vier Jahren Ermittlungsverfahren in den Jahren nach 2005 wurde der Prozess über das Massaker in Cervarolo im Jahr 2009, auch dank des unermüdlichen Einsatzes von Italo Rovali, in Verona eröffnet.
Der Prozess begann am 11. November 2009 mit der Anklage von sechs Angehörigen der Panzer-Division Hermann Göring und wurde am 14. März 2010 um weitere sechs erweitert. Im Verlauf des Prozesses waren drei Angeklagte verstorben. Der Prozess fand am 6. Juli 2011 mit der Verurteilung in Abwesenheit von sieben ehemaligen deutschen Militärs zu lebenslanger Haft und mit zwei Freisprüchen seinen Abschluss. Die Verurteilten waren für die Kriegsverbrechen in Cervarole, Monchio, Mommio, Monte Morello und Vallucciole mitverantwortlich.
Gegen das Urteil wurde seitens der Verurteilten Berufung eingelegt und in zweiter Instanz wurden drei der sieben lebenslangen Freiheitsstrafen aufgehoben. Dagegen wiederum legte die Staatsanwaltschaft Berufung ein und das Kassationsgericht hat am 2. Dezember 2014 in dritter Instanz das Urteil der zweiten Instanz gekippt und die lebenslange Haft aus der ersten Instanz für sechs der Verurteilten endgültig bestätigt; der siebte Verurteilte, Ferdinand Osterhaus, war im Laufe des Jahres 2014 gestorben. Die Angeklagten wurden durch Wahl- bzw. Pflichtverteidiger verteidigt, sind aber selbst nie im Gerichtssaal erschienen.
Der Prozess führte auch dazu, dass die überlebenden Bewohner des Dorfes – begleitet und unterstützt vom ANPI Reggio Emilia und vom Geschichtsinstitut Istoreco – als Zeitzeugen im Militärgericht von Verona ausführlich aussagten. Das Urteil erkannte ihnen als Opfer das Recht auf Individualentschädigungen seitens des deutschen Staates an. Die Bundesrepublik Deutschland rief daraufhin das höchste Gericht der Vereinten Nationen an und berief sich auf die Staatenimmunität. Die Richter in Den Haag gaben der Bundesrepublik mit ihrer Entscheidung vom 3. Februar 2012 recht.
Am 22. Oktober 2014 hat jedoch das italienische Verfassungsgericht die Richtlinie (Gesetz Nr. 5/2013), die sich auf das Urteil des Internationalen Gerichtshofes über Staatenimmunität bezieht, für verfassungswidrig erklärt: sie verletze die Unantastbarkeit der Menschenrechte und das Recht auf Verteidigung. Dies könnte die Diskussion um die verweigerten Entschädigungszahlungen an die Familien der Naziopfer neu entfachen.
Es bleibt abzuwarten ob den Forderungen nach Entschädigung stattgegeben wird. Angesichts der vorherrschenden Ausrichtung, nach der jede Form der Individualentschädigung für Taten des Naziregimes zurückgewiesen wird, wird es interessant sein zu sehen, wie die deutschen Behörden im Fall einer Vollstreckung zukünftiger – den Forderungen stattgebender – Urteile reagieren werden.

## Film und Filmmusik
Der Film „Die Geige aus Cervarolo“ lief in Deutschland in den sechs Städten der Verurteilten im Kino.
Die im Film gespielte Geigenmusik ist zum Teil traditionelle Musik der Emilia-Romagna, enthält aber auch Stücke, die Virgilio Rovali selbst geschrieben hat. Die Aufnahmen fanden der Akustik wegen in der Kirche von Puianello statt, wobei der Maestro Emanuele Reverbi die Geige spielte. Bei der in der Schlussszene auf dem Dreschplatz und vor dem Haus von Virgiolio Rovali zu hörenden Musik kommt zudem ein Akkordeon zum Einsatz, gespielt von Paolo Simonazzi.

## Dreharbeiten

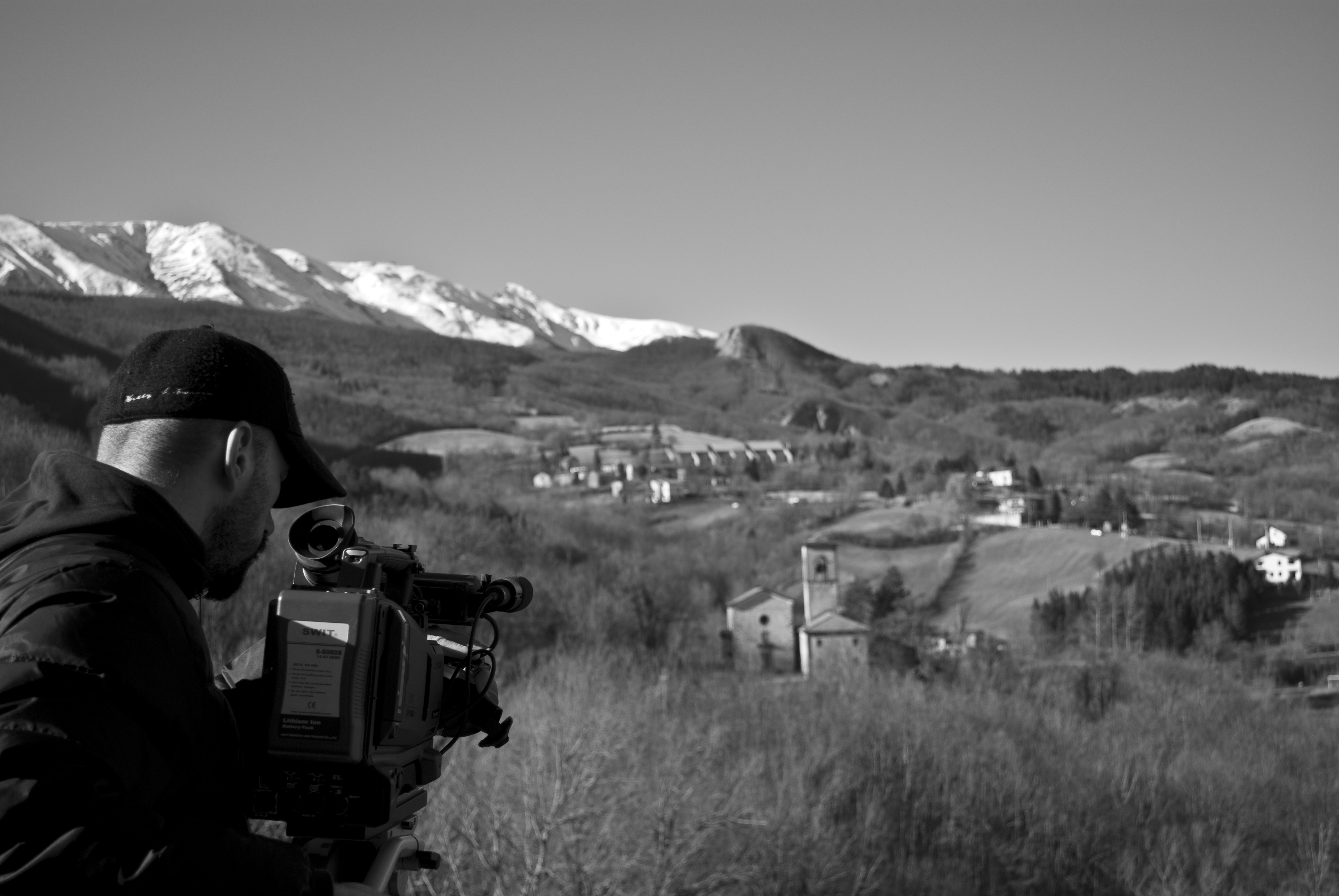
Nico Guidetti bei den Dreharbeiten in Cervarolo.

Für die Dreharbeiten reiste das Filmteam zu allen der 41 Prozesstage gegen die Wehrmachtangehörigen in Verona und dokumentierte dort den gesamten Prozess. Alle anderen Aufnahmen stammen aus dem Ort Cervarolo im Apennin selbst, einschließlich der Wohnungen und Häuser der Angehörigen und Überlebenden. Alles in allem dauerte es über 2 Jahre, das komplette Material für den Film aufzunehmen.

## Filmtour 2012
Im Herbst 2012 wurde der Film auf einer Tour in verschiedenen deutschen Städten in Kinos gezeigt und anschließend zusammen mit den Produzenten besprochen und diskutiert. Ziel der Veranstalter war es in den Städten der noch lebenden Täter Öffentlichkeit für die von ihnen begangenen Taten und ihre Verurteilung in Italien zu schaffen.

## Pressestimmen
- Rezension in der Gazzetta di Reggio
- Artikel in der Kontext
- Bericht in der Wochenzeitung
- Filmempfehlung auf Lernen-aus-der-Geschichte